# Unfading Sense (콘서트)
《YESUNG SOLO CONCERT "Unfading Sense"》는 대한민국의 음악 그룹 슈퍼주니어의 멤버 예성의 두 번째 콘서트 투어이다.

## 개요
2023년 9월 19일, SM 엔터테인먼트는 예성의 다섯 번째 미니앨범 〈Unfading Sense〉 발표에 앞서 공식 홈페이지를 통해 2일간에 걸친 콘서트 일정과 홍보용 포스터를 발표하였으며, 예매는 10월 4일에 YES24를 통해 동시에 진행되었다.
뒤이어 10월 13일에는 공식 SNS를 통해 8회에 걸친 아시아 투어의 일정을 공개하여 투어 범위를 확대하였으며, 예성은 해당 투어를 통해 약 2만여명의 누적 관객을 기록하였다.

## 투어 일정
| 날짜             | 도시     | 국가       | 장소                        | 관객 동원    |
| ---------------- | -------- | ---------- | --------------------------- | ------------ |
| 2023년 10월 21일 | 서울     | 대한민국   | YES24 라이브 홀             | 통산 2,500명 |
| 2023년 10월 22일 | 서울     | 대한민국   | YES24 라이브 홀             | 통산 2,500명 |
| 2023년 11월 10일 | 자카르타 | 인도네시아 | 더 카사블랑카 홀            | 800명        |
| 2023년 11월 25일 | 대북     | 대만       | 타이페이 공연 예술 센터     | 1,500명      |
| 2023년 12월 2일  | 나고야시 | 일본       | 나고야 국제회의장 센츄리 홀 | 1,500명      |
| 2023년 12월 5일  | 대판     | 일본       | 오사카 페스티벌 홀          | 3,000명      |
| 2023년 12월 16일 | 방콕     | 태국       | 비랏 홀                     | 3,700명      |
| 2023년 12월 19일 | 동경     | 일본       | 도쿄 국제 포럼 홀 A         | 5,000명      |
| 2024년 1월 6일   | 마닐라   | 필리핀     | 뉴 프론티어 극장            | 4,000명      |
| 2024년 1월 13일  | 마카오   | 마카오     | 브로드웨이 시어터           | 3,000명      |

## 세트 리스트
- Opening VCR -
- Scented Things
- Fornever
- Silhouette

- Ment -
- No More Love
- Moment

- VCR #2 -
- Floral Sense
- 아름다워 (Beautiful)
- HO
- 같아 우리 (Like Us)
- 너 아니면 안 돼 (It Has To Be You)서울 제외

- Ment -
- All Night Long
- 4 Seasons
- Butterfly

- VCR #3 -
- Bear Hug
- Corazón Perdido (Lost Heart)

- Ment -
- Small Things
- Slide Away

- Encore VCR -
- 우리의 시간 (Together)
- 이렇게 우리는 (Like Us)

- Ending Ment -
- 나 (I am)

- Opening VCR -
- Scented Things
- Fornever
- Silhouette

- Ment -
- No More Love
- 愛してるって言えない (사랑한다고 말할 수 없어)

- VCR #2 -
- Floral Sense
- 僕は変わらず君へと向かう (나는 변함없이 너에게 향해)
- HO
- 너 아니면 안 돼 (It Has To Be You)

- Ment -
- いま会いにゆきます ~If You~ (지금 만나러 갑니다)
- 4 Seasons
- Find The Sunlight

- VCR #3 -
- Bear Hug
- Corazón Perdido (Lost Heart)

- Ment -
- Small Things
- Slide Away

- Encore VCR -
- 우리의 시간 (Together)
- 이렇게 우리는 (Like Us)

- Ending Ment -
- 나 (I am)

## 제작
- 주최 : SM 엔터테인먼트
- 주관 : 드림메이커
- 후원 : YES24, Beyond LIVE, Weverse